# Udo von Woyrsch
Udo von Woyrsch est un homme politique allemand, policier et membre de la SS, né le 24 juillet 1895 à Schwanowitz, arrondissement de Brieg (de) et mort le 14 janvier 1983 à Biberach an der Riß.

## Biographie
Il a été député au Reichstag à l'époque du Troisième Reich. Dans la SS, il a atteint le grade de SS-Obergruppenführer et General der Polizei.
Woyrsch a notamment participé à la nuit des Longs Couteaux en 1934 et commandé un Einsatzgruppe à la suite de l'invasion de la Pologne en 1939.
Il a passé la suite du conflit occupant le poste de Höhere(r) SS- und Polizeiführer pour la région de Dresde. Il a été démis de ses fonctions à la fin de l'année 1944.
À l'issue de la guerre, il a été poursuivi pour crimes de guerre, jugé à deux reprises et emprisonné.